# Vickers Type 264 Valentia
Vickers Valentia (mã định danh của công ty là Type 264) là một loại máy bay chở hàng hai tầng cánh của Anh, do hãng Vickers chế tạo cho Không quân Hoàng gia. Phần lớn máy bay Valentia được hoán cải từ Vickers Victoria.

## Biến thể
- Valentia Mk I: Phiên bản vận tải quân sự cho RAF.

## Quốc gia sử dụng
India
- Không quân Hoàng gia Ấn Độ

 South Africa
- Không quân Nam Phi

 Anh Quốc
- Không quân Hoàng gia

## Tính năng kỹ chiến thuật (Valentia Mk. I)
Aircraft of the Royal Air Force

### Đặc điểm riêng
- Tổ lái: 2
- Sức chứa: 22 lính
- Chiều dài: 59 ft 6 in (18,14 m)
- Sải cánh: 87 ft 4 in (26,63 m)
- Chiều cao: 17 ft 9 in (5,41 m)
- Diện tích cánh: 2.178 ft² (202,4 m²)
- Trọng lượng rỗng: 10.944 lb (4.975 kg)
- Trọng lượng có tải: 19.500 lb (8.864 kg)
- Động cơ: 2 × Bristol Pegasus II L3 hoặc M3, 650 hp (485 kW) mỗi chiếc

### Hiệu suất bay
- Vận tốc cực đại: 113 kn (130 mph, 209 km/h)
- Vận tốc hành trình: 102 kn (117 mph, 188 km/h)
- Tầm bay: 696 nm (800 mi, 1.288 km)
- Trần bay: 16.250 ft (4.950 m)
- Vận tốc lên cao: 700 ft/phút (3,56 m/s)
- Lực nâng của cánh: 8,95 lb/ft² (43,8 kg/m²)
- Lực đẩy/trọng lượng: 0,067 hp/lb (0,11 kW/kg)

### Vũ khí
- Có thể mang được 2.200 lb bom.